# Itáliai Liga (1454)
Az Itáliai Liga egy több oldalú katonai védelmi szövetség volt, amelyet 1454. augusztus 30-án kötött meg Velencében a Velencei Köztársaság (La Serenissima), a Milánói Hercegség és a Firenzei Köztársaság. 1455-ben csatlakozott a pápai állam, a Nápolyi és a Szicíliai Királyság is. A szerződés katonai együttműködést, közös védelmet irányzott elő külső támadás esetére, és 25 évre szóló fegyverszünetet rendelt el a szerződő államok között. A pápa részvétele miatt gyakran említik Szent Liga néven is.

## Előzmények
A 15. század közepére az erősebb itáliai városállamok megszilárdították területi hódításaik határait. A Savoyai Hercegség elért a Ligur-tenger partvidékéig, a Velencei Köztársaság a szárazföldön (Teraferma) terjeszkedett, miközben tengeri birtokait (Stato da Màr) az Oszmán Birodalom fenyegette. A Milánói Hercegség – a Gian Galeazzo Visconti halála utáni területi csonkulások ellenére – tartotta Lombardia legnagyobb részét. A Firenzei Köztársaság megszerezte Toszkánát. A pápai állam jól haladt a szomszédos területek begyűjtésében. V. Alfonz aragóniai király (I. Alfonz néven) megszerezte Nápolyt és a Szicíliai Királyságot, és hatalmát észak felé is kiterjesztette. A városállamok tárgyalásokat kezdtek a folytonos, pusztító háborúskodás megállítására.
1454 áprilisában a hadviselő felek megkötötték a lodi békeszerződést. Erre alapozva 1454. augusztus 30-án Velencében katonai szövetséget kötött egymással a Velencei Köztársaság (La Serenissima), a Milánói Hercegség és a Firenzei Köztársaság.
1455. március 2-án a szövetség Szent Ligává bővült: ünnepélyes keretek között bejelentették V. Miklós pápa (1447–1455) és I. Alfonz, Nápoly és Szicília királya (V. Alfonz néven Aragónia királya) csatlakozását, továbbá számos kisebb városállam és fejedelemség csatlakozását is. Gyakorlatilag csak a Malatesta-ház kezében lévő Riminit zárták ki a szerződéskötésből, Alfonz nápoly–szicíliai király kifejezett kívánságára. V. Miklós pápa március 24-én elhunyt, de utódja, III. Kallixtusz is tartotta magát a szövetséghez.

## A szerződés tartalma
Az aláírók kötelezték magukat, hogy elismerik egymás szuverenitását, és tiszteletben tartják a köztük fennálló államhatárok sérthetetlenségét. Közös és kölcsönös védelmi kötelezettséget fogadtak el arra az esetre, ha a szerződött tagállamok valamelyikének területi integritását sérelem érné. Emellett a szerződés 25 évre szóló fegyverszünetet rendelt el a szerződő tagállamok között. Megtiltotta minden olyan külön szövetség és külön katonai szerződés megkötését, amely a szerződésben rögzített államhatárok megváltoztatására irányul.
A szerződő felek elismerték Milánó hercegének Francesco Sforza condottierót (hadvezért), aki feleségül vette az utolsó Visconti-házi herceg, Filippo Maria Visconti (házasságon kívül született) leányát, Bianca Mariát. Sforza aktívan közreműködött a lodi béke megkötésében és a Liga összekovácsolásában is.
A Firenzében uralkodó Cosimo de’ Medici is elszánta magát, hogy békét kössön régi ellenfelével, Francesco Sforzával, ezzel lezárták a két városállam hosszú időn át tartó háborúskodásait.

## Következményei
A Liga alapeszméje szervesen kapcsolódott a lodi békeszerződéshez, amely annak a reálpolitikai helyzetnek felismerésén alapult, hogy egyik itáliai állam sem elég erős ahhoz, hogy teljes hegemóniát szerezzen az egész félszigeten, de még csak Észak-Itáliában sem. A Liga egyfajta politikai enyhülési folyamatot indított el. A megegyezést azonban nem a politikai és gazdasági együttműködés igénye, hanem inkább az egymással szembeni óvatos bizalmatlanság – és egy francia inváziótól való közös félelem – tartotta fenn. Ennek ellenére a hatalmi egyensúlyok rendszere csaknem 50 éven át fenn tudott maradni.
Az Itáliai Liga rendszere biztosította Itáliában a hatalmi egyensúlyt, a béke stabilizálódott, a gazdaság kiheverhette az évszázados háborúskodás pusztításait, enyhült a gazdasági válság, a népesség növekedése segített pótolni a háborúk és a pestisjárványok okozta emberveszteséget. A gazdasági fellendülés a 17. század közepéig éreztette hatását.
A Liga fennállása lehetővé tette, hogy a szerződő államok felállítsák Itália első állandó diplomáciai képviseleteit, főleg azzal a céllal, hogy a rezidens követek állomáshelyükön állandóan ellenőrizhessék a szövetségi szerződés betartását, és megakadályozzák szökevény lázadók befogadását.
A nagyköveti tevékenység szabályainak első kódexét De Officio Legati címmel a velencei Ermolao Barbaro állította össze és adta ki 1490-ben, miután a Velencei Köztársaság nagyköveteként éveken át szolgált Burgundiában és Milánóban.

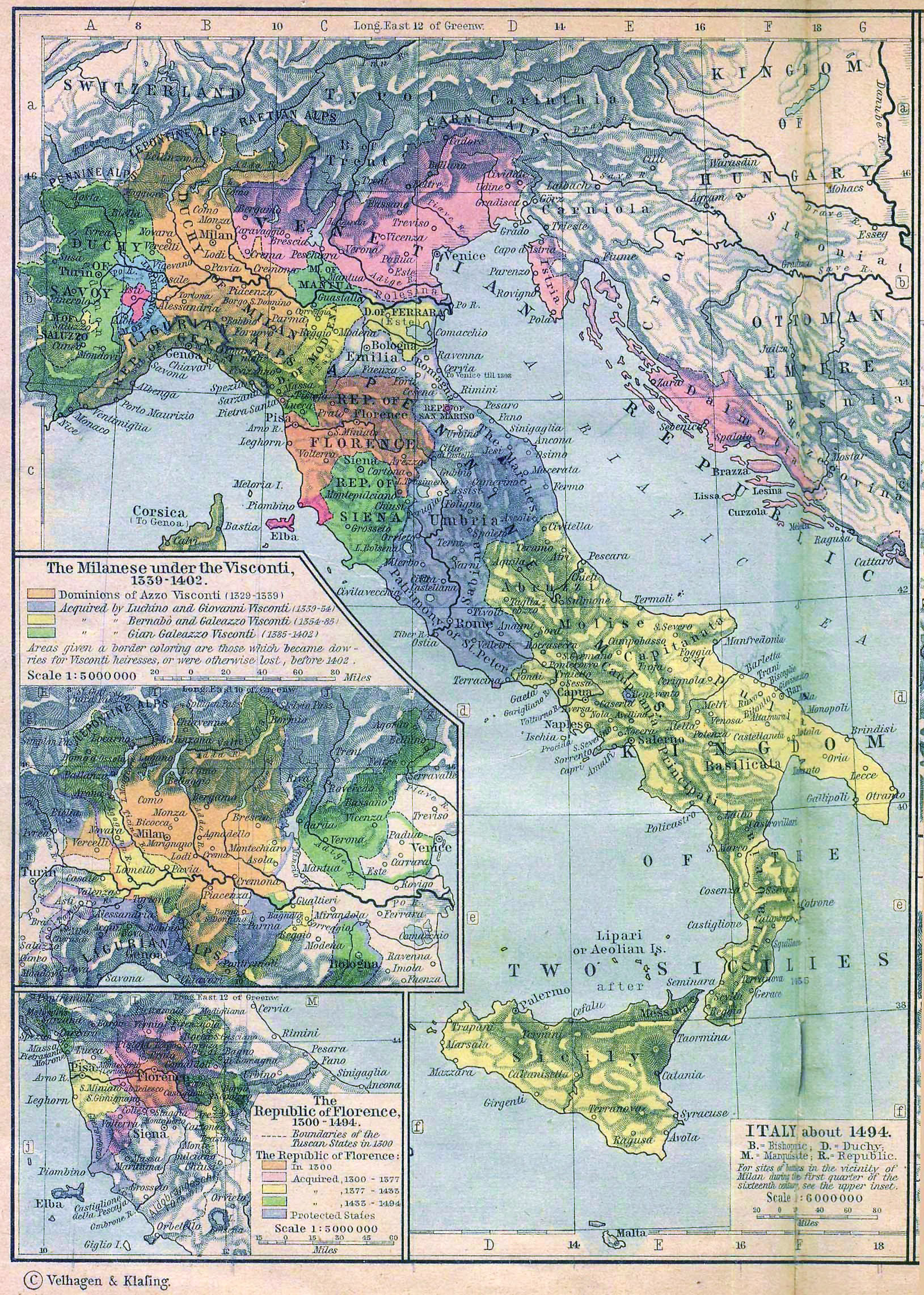
Itália 1494-ben

Lorenzo de’ Medici (1449–92) a Liga (és a hatalmi egyensúly) legkövetkezetesebb támogatója volt. Uralkodásának idején a békét csak a nápolyi „bárók összeesküvése” (1461–64), a firenzei Pazzi-összeesküvés (1478) és a ferrarai háború (1482–84) törte meg. Lorenzo halálával az Itáliai Liga rendszere lassú hanyatlásnak indult. 1494-ben a Liga nem volt képes megelőzni VIII. Károly francia király katonai offenzíváját. Megkezdődött az itáliai háborúk hosszú sorozata.
A VI. Sándor pápa kezdeményezésével 1495-ben létrejött új, francia-ellenes katonai szövetség, a Velencei Szent Liga az Itáliai Liga védelmi szerződésének mintáját követte. Az új Liga még létre tudott hozni egy olyan haderőt, amely a fornovói csatában visszaverte VIII. Károly Nápolyt felprédáló hadseregét. De az 1499–1504 között zajló második itáliai háborúban Velence már a franciákkal és a spanyolokkal szövetkezett Milánó és Nápoly ellen, ez megadta a kegyelemdöfést az 1454-es és az 1495-ös Ligának is.
A regionális fejedelemségek közötti hatalmi egyensúly rendszere azonban fenntartotta a széttagoltságot. A központosított állam hiánya a középkor végére sebezhetővé tette Itáliát az európai nagyhatalmak expanziós törekvéseivel szemben. A széttagoltság valós okait már a kortárs tudósok és filozófusok is keresték. Francesco Guicciardini (1483–1540) a provincializmust, a részérdekek elsőségét hibáztatta. Niccolò Machiavelli (1469–1527) a polgárság és az intézmények morális züllését írta le, és a pápák évszázados egységellenes politikáját hibáztatta. Machiavelli A fejedelem c. munkájában pontos képet adott a politikai erőegyensúly rendszeréről, amely az Itáliai Liga létezése révén állhatott fenn.